# نانشیونگوسور
نانشیونگوسور (نام علمی: Nanshiungosaurus) نام یک سرده از کلاد دست‌قاپان است.